# Tunstall (Tyne and Wear)
Tunstall – dzielnica miasta Sunderland, w Anglii, w Tyne and Wear, w dystrykcie metropolitalnym Sunderland. W 1961 roku civil parish liczyła 6566 mieszkańców.